# Pan-American Conference of Women
Pan-American Conference of Women var namnet för flera olika kvinnokonferenser som hölls för kvinnoföreningar verksamma i Nordamerika och Latinamerika från 1922 och framåt. 
Den första Pan-American Conference of Women arrangerades av League of Women Voters i Baltimore i Maryland i USA 1922. Under denna konferens bildades Pan American Association for the Advancement of Women.  Föreningen arrangerade internationella konferenser med namnet Pan-American Conference of Women, med representanter från olika amerikanska länder. 